# کاشکاروو
کاشکاروو (به لاتین: Kashkarovo) یک منطقهٔ مسکونی در روسیه است که در باشقیرستان واقع شده‌است.